# 山梨放送
株式會社山梨放送（日语：／ Yamanashi Hōsō */?），通稱山梨放送、YBS，是日本的一家以山梨縣為播出地區的廣電兼營台。山梨放送的廣播服務開始於1954年7月1日，為JRN和NRN聯播網成員，識別呼號是JOJF。電視服務開始於1959年12月20日，為NNN及NNS聯播網成員，識別呼號是JOJF-DTV，遙控器號碼是4頻道。山梨放送與山梨日日新聞同為山日YBS集團的兩大核心成員。

## 資本構成
下表列出2021年3月31日時山梨放送的主要股東:341：
| 資本金        | 每股價值 | 發行股份總數 | 股東數 |
| ------------- | -------- | ------------ | ------ |
| 2億4000萬日元 | 500日元  | 480,000股    | 163    |

| 股東           | 持股數   | 比例  |
| -------------- | -------- | ----- |
| 山梨日日新聞社 | 47,800股 | 9.95% |
| 山梨文化會館   | 47,800股 | 9.95% |
| 靜岡新聞社     | 47,800股 | 9.95% |
| 野口英一       | 47,680股 | 9.93% |
| 靜岡放送       | 45,200股 | 9.41% |
| 山日印刷       | 30,770股 | 6.41% |

## 歷史
山梨日日新聞社在1925年就申請了業務無線電廣播的播出執照，並實際發射過試驗電波:35。二戰之後，在駐日盟軍總司令（GHQ）的許可下，日本國會在1950年通過「電波三法」，開放商業廣播成立:39。山梨縣內亦從1952年至1953年出現以本地實業家名取忠彥為中心的勢力、山梨日日新聞、山梨時事新聞三派申請商業廣播執照。此後前兩派勢力合流為山梨電台，山梨時事新聞一派則以山梨放送名稱申請開設商業廣播:39。山梨電台在1953年3月正式登記成立，並在同年6月18日發射了試驗電波:126。在郵政省的勸告下，山梨電台和山梨放送在1953年7月26日統合申請播出執照:39。
1954年7月1日上午11時40分，山梨電台正式開始播出，成為山梨縣第一家商業廣播電台:51。1956年5月，山梨電台發行了6萬股新股，並且增資至6000萬日元:115。同樣在1956財年，山梨電台實現扭虧為盈:58。1956年12月1日，山梨電台啟用了富士吉田轉播站，覆蓋範圍大幅擴大:59。1957年，山梨電台實現分紅:66。
山梨電台在1956年7月24日向郵政省申請開設電視台:68。和電台開播時的情況類似，山梨時事新聞社這次亦以「山梨電視放送」（山梨テレビ放送）的名稱單獨申請電視播出執照:69。1957年10月22日，山梨電台獲得電視預備執照，頻道號碼是5頻道:116。在電視開播前夕的1959年5月，山梨電台再次增資至1.2億日元:116。開播前夕，考慮到日本電視台提出的廣告營業條件更為優越，山梨電台電視台決定加入日本電視台系列的聯播網:71。1959年11月13日，山梨電台發射了電視試驗電波，並於12月13日開始試播:117。12月20日，山梨電台電視台正式開播:117。開播初期，山梨電台電視台在週一至週六播出5小時，週日播出11小時:76。
隨著電視部門取代電台部門成為山梨電台的主要收入來源，山梨電台在1961年將公司名稱變更為山梨放送:117。1962年，山梨放送開設了晨間的電視節目播出，並在這一年富士山電視轉播站:90。山梨放送在1964年10月1日開始播出彩色電視，並且彩色轉播了1964年奧運會:91。
1961年，山梨放送和山梨日日新聞社決定修建新總部，並以1.476億日元的價格在甲府車站北口購地，作為新總部用地。同時邀請著名建築師丹下健三擔任新總部設計師:101。這座建築即是山梨文化會館，共有8層，在1966年竣工:106-109。同年山梨放送加入NNN:102。
山梨放送在2000財年創出電視部門營業額超過54億日元，廣播電視合計營業額達64.52億日元的迄今最高記錄:71。2006年7月1日，山梨放送開始和山梨電視台同時開始播出數位電視訊號:14。2011年7月24日，山梨放送停止播出類比電視訊號:15。受到數位電視導致設備投資增加的影響，山梨放送在2006至2008財年連續三年出現赤字:72。
在開播55週年之際的2007年，山梨放送參與電影《休暇》的製作，這也是山梨放送首次參與電影製作:38。2014年，山日YBS集團獲得縣營小瀨體育公園棒球場的冠名權，將其更名為山日YBS球場:59:21。

## 電台部門
山梨放送的電台部門在1965年加入JRN:102。2004年開始，山梨放送電台頻率統一為765MHz:26。現在山梨放送電台主要的自製節目包括晨間資訊節目LaLaLa Morning:21、午間資訊節目午前電台、午後帶狀節目Kicks:21。

## 電視部門
山梨放送電視部門的自製節目以新聞節目為主。自1975年開始播出的《YBS廣角新聞》是山梨放送最主要的自製帶狀新聞節目，現在在每週一至週五18:15播出。每週五晚19時播出的《TeTeTe!TV》是山梨放送唯一在黃金時段播出的大型自製節目。該節目自2013年開始播出，最初是週一至週五傍晚播出的帶狀節目:29，節目內容以山梨縣內資訊為主。每週日傍晚播出的《山梨精神》則是聚焦山梨縣運動員的體育資訊節目。
2004年開始播出的《富士山麓日記》是山梨放送第一個完全高畫質節目，是以富士山的自然為題材的紀錄片節目:30。2011年，山梨放送首次製作播出電視劇《事故專務》:39。